# Ambasciatore degli Stati Uniti d'America in Giappone
L'ambasciatore degli Stati Uniti d'America in Giappone (日本駐在アメリカ合衆国大使?, Nihon Chūzai Amerika Gasshūkoku Taishi) è l'ambasciatore degli Stati Uniti d'America in Giappone.
L'attuale ambasciatore è William F. Hagerty, in carica dal 27 luglio 2017.

## Storia
Dall'apertura del Giappone con la Convenzione di Kanagawa, negoziata dal Commodoro Matthew Perry nel 1854, gli Stati Uniti d'America hanno mantenuto costanti relazioni diplomatiche con il Giappone, ad eccezione per il decennio tra l'attacco di Pearl Harbor nel 1941 (e la conseguente dichiarazione di guerra contro il Giappone da parte degli Stati Uniti) e la firma del Trattato di San Francisco, che ha normalizzato le relazioni tra i due Paesi. Gli Stati Uniti mantengono un'ambasciata a Tokyo, con vari Consolati generali a Osaka, Nagoya, Sapporo, Fukuoka e Naha.
Per via dell'importanza delle relazioni bilaterali tra Giappone e Stati Uniti d'America nel corso degli ultimi anni su commercio e difesa, con il Giappone che viene definito dal Dipartimento di Stato degli Stati Uniti come "il cardine degli interessi securitari statunitensi in Asia", la carica di ambasciatore statunitense in Giappone è stato ricoperto da diversi politici statunitensi importanti, tra cui Mike Mansfield, Walter Mondale, Tom Foley e Howard Baker.

## Elenco dei capi missione

### Resident Ministers
| N. | Foto | Ambasciatore                          | Carica           | Carica           | Nominato da      |
| N. | Foto | Ambasciatore                          | Inizio           | Termine          | Nominato da      |
| -- | ---- | ------------------------------------- | ---------------- | ---------------- | ---------------- |
| 1  |      | Townsend Harris (1804-1878)           | 5 novembre 1859  | 26 aprile 1862   | Franklin Pierce  |
| 2  |      | Robert H. Pruyn (1815-1882)           | 17 maggio 1862   | 28 aprile 1865   | Abraham Lincoln  |
| —  |      | Chauncey Depew (1834-1928)            | —                | —                | Andrew Johnson   |
| 3  |      | Robert B. Van Valkenburgh (1821-1888) | 4 maggio 1867    | 11 novembre 1869 | Andrew Johnson   |
| 4  |      | Charles E. DeLong (1832-1876)         | 11 novembre 1869 | 9 giugno 1872    | Ulysses S. Grant |

### Inviati straordinari e Ministri plenipotenziari
| N. | Foto | Ambasciatore            | Carica         | Carica           | Nominato da |
| N. | Foto | Ambasciatore            | Inizio         | Termine          | Nominato da |
| -- | ---- | ----------------------- | -------------- | ---------------- | ----------- |
| 1  |      | Charles E. DeLong       | 9 giugno 1872  | 7 ottobre 1873   |             |
| 2  |      | John Bingham            | 7 ottobre 1873 | 2 luglio 1885    |             |
| 3  |      | Richard B. Hubbard      | 2 luglio 1885  | 15 maggio 1889   |             |
| 4  |      | John Franklin Swift     | 15 maggio 1889 | 10 marzo 1891    |             |
| 5  |      | Frank Coombs            | 13 giugno 1892 | 14 luglio 1893   |             |
| 6  |      | Edwin Dun               | 14 luglio 1893 | 2 luglio 1897    |             |
| 7  |      | Alfred Buck             | 3 giugno 1898  | 4 dicembre 1902  |             |
| 8  |      | Lloyd Carpenter Griscom | 22 giugno 1903 | 19 novembre 1905 |             |